# Hanna Johansson
Hanna Johansson, född 15 oktober 1991 i Stockholm, är en svensk författare, skribent och kritiker. Hennes debutroman Antiken utkom 2020 på Norstedts förlag och belönades med Katapultpriset. Hon är sedan 2023 konstredaktör på Svenska Dagbladet. Hennes andra roman, Body double, kom ut i februari 2025 på Norstedts förlag.